# 選民
選民（せんみん）とは、特定の宗教集団（民族、信者）が、自分たちは神と契約した、神に選ばれたという意識と世界に対する導きの使命感を基礎とし、特別な存在と信じていること。またはそうして、自分たちが選ばれた民と標榜している思想。もっとも代表的なものがユダヤ教におけるユダヤ人である。彼らはこの思想を信じていたために、国を失って2000年間も四散しても民族の結束を保てた。

## 思想の類型
「選民」であるという感覚は宗教に関連して、また宗教以外の事柄にも関連して起る場合がある。例えば、主にキリスト教徒である「アボリショニスト」（奴隷制廃止論者）たちは、自分たちは奴隷たちに自由と権利の平等をもたらすために神に選ばれたと考えていた。 一方で、奴隷所有者（彼らもまたキリスト教徒が大半であったが）の多くも、自分たちは神から奴隷を所有し売買する権利を与えられていると考えていた。
19世紀後半から20世紀前半にかけては、主に列強諸国において生物学的視点から自国民もしくは自民族の優位性を唱える思想が流行した。ドイツのナチスはアーリア民族が優等であると考え（アーリアン学説#アーリア人種仮説へ参照）、より「劣等」である他人種に対し社会的に上位に立つ資格を有すると考えた。
他にも、多くの宗教組織、慈善組織が、病人や苦しんでいる人を助けるために自分たちは神に選ばれたのだと考えている。
したがって、選民であるという感覚は、しばしば特定のイデオロギー運動と関連している。選民思想とは、人々を目的の達成へとより激しく駆り立てる、自分が重要な存在であると認識する感覚なのである。
他にはいわゆるマイノリティではあるが逆選民思想ともいえる低所得層とその他の層を隔離し、低所得者層による社会を構築することによってその他の層の民度などを守るといった考えもある。

## 啓示を受けるために選ばれたという思想
多くの宗教では、神はある特定の預言者やメッセンジャーに啓示を下したと信じられている。これらの宗教のうちのいくつか、例えばキリスト教やイスラム教のいくつかの宗派では、彼らの説く道こそが救済への唯一の道であると教える。一方、他の宗教、例えばキリスト教やイスラム教の他の宗派やユダヤ教、 ヒンドゥー教、シク教、仏教、ウイッカ、また超越主義などでは、その信仰の信者が神へと至る唯一の道を知っているわけではないと考えられている。彼らは他の宗教の信者たちも、それぞれに神へと至る道を持ち得ると考えているのである。

## ユダヤ教
ユダヤ教の選民思想は、まずトーラー（モーセ五書）に見ることができる。そしてより後代に成立したタナハ（ヘブライ語聖書：キリスト教の旧約聖書はほぼこれを踏襲）の中により洗練された形で表現されている。「選ばれた」というこの状態は、「聖約」（聖書に記された神との契約）に示されているように、責任を負うとともに祝福を受けるというものである。この話題については、ラビ文学に多く扱われている。旧約聖書で選民思想が表れているところとして、「神」が聖書の中でユダヤ人を「この世で唯一無二の民族」（goy ehad b'aretz）と宣言している。
選民思想とは、古代ヘブライ（ユダヤ）人の独特の宗教観を指す言葉であり、出エジプトやバビロン捕囚などの民族的苦難を味わったために作りあげられた思想である。この思想において、ヘブライ人だけがヤハウェの神に選ばれた民であり、神は必ずメシア（救世主）を送って救ってくれると信じた。後にユダヤ民族からイエス・キリストが産まれ、ユダヤ教のこの思想を批判した。
非ユダヤ人向けには「ノアの戒律」と呼ばれる7つの非ユダヤ人の戒律体系があり、これらを守っていれば良いとされる。
シャブタイ・ツヴィは17世紀にスペインからトルコに移住したユダヤ人であり、メシア運動を展開したことでユダヤ教のサバタイ派の始祖となった。神秘主義思想のカバラに傾倒し、1665年にイズミルで自身をメシアと宣言した。ユダヤ教の選民思想･終末観と結びついた運動は欧州にまで拡大したが、オスマン帝国当局に逮捕された後はイスラム教徒に改宗し、メフメト･エフェンディと改名した。
アインシュタインは、1954年に宗教・信仰について「子どもじみた迷信」、ユダヤ人が神に選ばれた民だという選民思想についても「ユダヤ教は、ほかの宗教と同じく子供じみた迷信の権化」「ユダヤ人であることを光栄に思っているし、強い親近感を抱いていているが、わたしにとっては他の民族と変わらない」と否定的見解の手紙を残している。

## キリスト教
「スーパーセッショニズム」（取替理論　en:Supersessionism）という多くのキリスト教徒が信じている考え方がある。これは、キリスト教徒がイスラエルの民に代って「神から選ばれた人々」になったという思想である。この考え方によれば、ユダヤ人の選民性はイエス・キリストの言葉によって最終段階へと到達したのだから、キリスト教徒に改宗しないユダヤ人は、キリストがメシアであり神の子であるということを否定しており、したがってもはや選民とは呼べない、ということになる。スーパーセッショニズムを信奉するキリスト教徒は、聖書の「ヨハネによる福音書」14:6の、キリストのものとされる次の言葉を引用して、キリスト教徒のみが天国へ至ることができるのだと主張する。「私が道であり、真理であり、生命である。私を通らずに父の元へ至る者はいない。」
一方で、スーパーセッショニズムを否定し、他宗教の信者も天国に至ることができると信じるキリスト教徒もいる。彼らは、例えば「ローマの信徒への手紙」2:6-11の言葉を引用する。「なぜなら神は（中略）それぞれの行いに応じて人々に接するからだ。辛抱強くよい行いをし、栄光と名誉と不滅を求める者には永遠の命を与えるであろう。しかし利己的な野心を追求し、真理に従わず不義に従う者には、怒りと憤りを示すであろう。悪を行う人には、ユダヤ人はもちろんギリシア人であろうと、必ず苦しみと悩みが訪れ、そして善を行う者には、ユダヤ人はもちろんギリシア人であろうとも、必ず栄光と名誉と平和が訪れるだろう。なぜなら神は人々を分け隔てしないからだ。」
また、イスラエルの民が引き続き選民であるとするキリスト教徒はクリスチャン・シオニズムと呼ばれて一定の勢力を持っており、キリスト教右派の支持を受けたジョージ・W・ブッシュ第43代アメリカ合衆国大統領がユダヤ人を選民と発言した際はアラブ人の反発を招いてる。

### カトリック教会
カトリック教会では長きにわたり、カトリシズムを奉じる者以外（プロテスタント諸派や異教徒、無宗教）に救いはないと教えてきた。しかし第2バチカン公会議以降の多元主義の流れに沿って、現在では福音に触れる機会がなかった、あるいは洗礼を受ける機会がなかった人々であっても神による救いの機会が与えられるとしている。

## 末日聖徒(モルモン教)
末日聖徒イエス・キリスト教会（モルモン教）においては、信者である末日聖徒は自身を選民として考えている。スーパーセッショニズムとは対照的に、末日聖徒はユダヤ人の選民性については論じない。モルモンの教義ではモルモンは「ユダヤ人の血縁である」と教えている。事実、末日聖徒は彼らが次の二つのどちらかにあてはまり、よってイスラエルの失われた10支族であるからこそ選ばれた人々であると考える。すなわち、(1) 一部のアメリカ人、ヨーロッパ人、アジア人、そしてアフリカ人については、末日聖徒は、直接に（通常はエフライム族を経由して）イスラエルの失われた10支族の血を受け継ぐと主張する。（註）(2) 他の末日聖徒はモルモンの教義を認めた際に、養子としてイスラエルの失われた10支族の一員となると考える。
（註）近年、DNA検査により、イスラエルの失われた10支族の末裔がアジアとアフリカの両方に存在すると判明した。これらの人々にはイスラエルに移住する法的権利が与えられている。

## 統一教会・韓民族至上主義(韓民族選民思想)
世界平和統一家庭連合(旧称:統一教会)の教祖文鮮明は、大韓民国こそが神に選ばれし国であり、神からの使命を達成するために選ばれた国であると教えている。更に文鮮明曰く、韓国・韓民族は「神によって時代の指導者の生地として選ばれ」たのであり、神の王国の先駆けとして「天上の伝統」が生まれるべき土地として選ばれたのであるとしている。
統一教会(現:世界平和統一家庭連合)の教義において、韓民族は選ばれた民であるとの選民思想が貫かれており、「第3イスラエル選民」と規定している。逆に、日本をサタン側の国であると教義にしているため、産経新聞によると日本人信者は「だから韓国に対して謝罪を続けなければならない」と自虐史観を刷り込まれた犠牲者と報道している。
元日本統一教会本部広報局長で、教団メディアである『世界日報』元編集長であった副島嘉和によると統一教会の教義は「韓民族が選民であり、他民族に優越している」「韓国語が世界共通語になる」と韓民族至上主義を教えおり、韓国が世界の中心であるとする「韓国中心主義」が説かれている。

## イスラーム教
イスラーム教においてはムスリムが選民であるとする信条とそうではないとする信条が併存する。
ムスリム、キリスト教徒、ユダヤ教徒は等しく同一の神に仕えていると考えるムスリムはクルアーンのうち3:64、5:5、3:199、16:125、5:82、29:46、3:113-115、2:62のような章句を引き、一方、イスラームがキリスト教徒やユダヤ教徒と敵対的なものとしてとらえるムスリムは、5:51、3:71、2:75のような章句をとる（章節番号はいずれもカイロ版による）。
イスラーム的選民思想では神の啓示を正しく伝える唯一の人々はムスリムだけである。これによるとユダヤ教やキリスト教双方の指導者は故意に神の啓示を変質させ信徒を誤まった道に導いたとし、クルアーンではユダヤ教徒やキリスト教徒といった他の啓典の民（3: 67）は「偽り」であり（3: 71）、ある者は「ゆがめてる」（4: 46）としている。
クルアーンでは、ムスリムと非ムスリムの違いを「意味の壊乱」（アラビア語: تحریف المانای taḥrīfi al-mānā）に求める部分がある。この観点においては、ユダヤ教徒への聖書、キリスト教徒への福音書は真正なものであるが、ユダヤ教徒・キリスト教徒はその啓典の意味を誤って理解しており、したがって明確に神の意志を理解するためにはクルアーンが必要であることになる。またクルアーンには、多くのユダヤ教徒やキリスト教徒は故意に啓典を改竄し、神の言葉を変容させて信徒を欺いている、と言う部分もある。この教義は中世イスラームのユダヤ教やキリスト教に対する議論を通じて深化し「文言の改悪」（アラビア語: تحریف الافزی taḥrīfi al-afzā）の教義として知られる。
しかしキリスト教徒、ユダヤ教徒に対する親近感を抱くムスリムであっても、非アブラハム系の宗教の信者に対する選民意識を持っている場合がある。この場合彼らはムスリムの視点からみると「偶像崇拝」をしており、極端な場合空虚で価値のない教えを信じているとみなされることもある。原理主義的ムスリムの場合、キリスト教徒やユダヤ教徒も含めて、すべての非ムスリムは「地獄に落ちる」とされることもある。
ムスリムの選民意識の具現化としては、非ムスリムとの婚姻に際して相手に改宗を要請すること、イスラームからの離脱の忌避などがあげられている。またイスラーム国家では、選民思想に従い非ムスリムに対するさまざまな差別が課される。

## ヒンドゥー教
インドのカースト制度は、「選ばれた」存在であるバラモンの先天的権利をある程度認めており、インドではヒンドゥー至上主義も支持を受けている。一方で、自らを「選民」と考えるいくつかのカルトや新宗教も存在する。例えば、Brahma Kumari World Spiritual Organisationという団体は、世界が終末にあってまもなく滅びる運命にあり、彼らの指導者ブラフマ・ババに今従う者だけが「黄金の時代の天国」に生きることができると説く。すなわち、ブラフマ・ババのみが超越的存在、つまり神の唯一の仲介者であると考えるのだ。
Brahma Kumari World Spiritual Organisationに特徴的な歴史循環の考え方によれば、全ての他のアバター（権現）や預言者はやがて彼らの神のもとを訪れ、部分的に過ぎないもののその教えを享受し、彼ら自身の教えを再構築することになるのである。彼らのみが神の教えの全貌を知っているのであり、完全に無垢となれるのである。

## ラスタファリ運動(黒人優越宗教運動)
ラスタファリ運動(ラスタファーライ、Rastafari)は、1930年にジャマイカから始まった社会宗教運動であり、エチオピアのラス・タファリ（エチオピア皇帝としての戴冠後の名は ハイレ・セラシエ帝）を救世主と信じることか由来である。
黒人民族主義の指導者 マーカスガーベィを予言者とし、当時唯一アフリカで植民地化されていないエチオピアのハイレ・セラシエ皇帝の即位される年が黒人開放してくれる時だと主張した。
6つの根本教義を持っている。なかでも最重要なものは、ジャーという名のエチオピア先祖神に根源を持つ黒人種優越思想である。彼らはジャーの眼力によって、全てのほかの民族に対して、精神的にも、肉体的にも最高度に超越出来うると信奉している。またこの信者の多くのものが、選ばれた少数者ならば、今のままの肉体を永遠に維持できるとする不死の信仰を持っている。死なないと言うのみならず、不変・不朽であると言うことが、この信仰の特長である。
この信仰はユダヤ聖書の信仰と、ケブラ・ナガスタ（Kebra Nagasta）という名のエチオピアの王列伝を基にしたエチオピア伝説を根本にすえている。彼らはソロモン王を信じ、並びにシバの女王を信仰している。そして両者の媾合による子孫がソロマニック・ライン（Solomanic Line）としてエチオピア王家を継いだと信じている。ゆえに彼らの信仰はエチオピア信仰である、またユダヤ信仰でもある。
この信仰に基づき、現実の政治行動が取られたこともあった。1985年スーダン大飢饉の時、オペレーション・モーゼという作戦名で、ベータ・イスラエルと命名されているエチオピアのユダヤ人共同体が、そのままイスラエルへ移送され、救出された。

## オウム真理教
オウム真理教には、ハルマゲドンは回避できず、 成就者・解脱者などの超能力を持つ新人類が生き残り、新しい王国を築くという選民思想が出現する。